# Мультимедийное обучение
Мультимедийное обучение — это общепринятое название, используемое для описания когнитивной теории мультимедийного обучения. Эта теория включает в себя несколько принципов обучения с помощью или посредством мультимедиа.
Теория мультимедийного обучения — это теория, постулирующая, что оптимальное обучение происходит только в том случае, когда вербальный и визуальный материал представлены синхронно. Она основана на теории двойного кодирования Аллана Паивио и является совместимой с визуально-пространственной матрицей и петлёй повторения в модели рабочей памяти Алана Бэддли. Теория мультимедийного обучения была разработана педагогом-психологом Ричардом Э. Мейером, который проводил различные исследования, подтвердившие её эффективность.

## Принцип модальности
При обучении посредством мультимедиа мозг должен одновременно кодировать два различных вида информации: визуальную и звуковую. Можно предположить, что эти конкурирующие источники информации будут стремиться подавить или «загрузить» учащегося. Тем не менее, психологические исследования показали, что вербальная информация на самом деле лучше запоминается, когда сопровождается визуальной картинкой.  В 1974 г. Бэдли (Baddeley) и Хич (Hitch) предложили теорию рабочей памяти, согласно которой, она состоит из двух в значительной степени независимых компонент, работающих как правило параллельно — одна из которых визуальная, а другая вербальная (или акустическая), что позволяет одновременно обрабатывать информацию, поступающую от наших глаз и ушей. Т.о. смешанное обучение не обязательно должно подавлять или «грузить» учащегося, а действительно может быть полезным.
То, что пункты, представленные как вербально, так и визуально, лучше запоминаются, нашло отражение в теории двойного кодирования, впервые предложенной Алланом Паивио и позднее применённой к мультимедиа Ричардом Мейером и его единомышленниками. Мейер показал, что учащиеся лучше передают знания, полученные ими в процессе смешанного (многомодального) обучения. Он объясняет эффект модальности как следствие обработки информации или загрузки базы знаний.
В ходе ряда исследований Мейер и его коллеги проверили теорию двойного кодирования Паивио на мультимедиа. Они неоднократно показали, что студенты, изучающие мультимедиа, включающие в себя анимацию с последовательным повествованием, были лучше в передаче вопросов, чем те, которые изучают мультимедиа с элементами анимации и отдельно текстовые материалы. То есть, они были значительно лучше, когда приходило время применить то, что они усвоили, пройдя мультимедийный курс, а не мономедийный (только визуальное обучение). Эти результаты были затем позднее подтверждены другими группами исследователей.
Изначально образовательный контент этих мультимедийных учебных исследований был ограничен логическими научными процессами, в центре которых были системы, основанные на причинно-следственной связи, такие как автомобильные тормозные системы, принцип работы велосипедного насоса или процесс формирования облаков. Но со временем было обнаружено, что эффект модальности может быть распространён на другие области, и они необязательно являются основанными на причинно-следственной связи системами.
Информация может и должна быть закодирована как визуально, так и вербально (повествование). Если информация кодируется вербально, это снижает когнитивную нагрузку на учащегося, и он может лучше справляться с поступающей к нему информацией. С тех пор Мейер назвал это «Эффектом модальности» или Принципом модальности (один из принципов его «Когнитивной теории мультимедийного обучения».
Пример: Чтобы применить принцип модальности например к PowerPoint, нужно преподнести часть вашего маркированного текста с учётом визуалов, если это возможно.
Это поможет учащимся:
1. привлечь внимание;
2. понять и усвоить материал, который Вы сопровождаете.[4]

## Принцип избыточности
Согласно этому принципу: «Студенты обучаются лучше посредством анимации и повествования, чем анимации, повествования и „текста с экрана“».
Т.о. лучше пренебрегать лишним материалом. Потому что учащиеся не обучаются так же хорошо, как когда они одновременно слышат и видят один и тот же материал во время презентации. Это особый случай эффекта рассеянного внимания Sweller(-а) и Чандлера.

## Другие принципы
- Принцип пространственной связи — «Студенты обучаются лучше, когда слова и соответствующие им картинки представлены на странице или экране рядом, а не далеко друг от друга».
- Принцип временной связи — «Студенты обучаются лучше, когда слова и соответствующие им картинки представлены синхронно, а не последовательно».
- Принцип согласованности — «Студенты обучаются лучше, когда посторонний материал исключён, а не включён».
- Принцип индивидуальных отличий — «Целевые эффекты сильнее на слабо эрудированных учащихся, чем на высоко эрудированных».

## Проблемы применения принципов
Не все исследования показали, что принципы мультимедийного обучения применимы в целом вне лабораторных условий. Например, Мюллер, Ли и Шарма обнаружили, что принцип согласованности не передавался подлинной среде обучения. Так, если добавить около 50 % дополнительного постороннего, но интересного материала, результат воспроизведения его учащимися не будет существенно отличаться. Авторы говорят, что дополнительная интересная информация может помочь удерживать интерес учащегося в подлинной обучающей среде.